# U6 (Berlins tunnelbana)
| Urban tunnel track end start |

| Urban tunnel station on track |

| Urban tunnel station on track |

| Unknown BSicon "utSTRe" |

| Urban stop on track |

| Urban stop on track |

| Urban stop on track |

| Unknown BSicon "utSTRa" |

| Urban tunnel station on track |

| Urban tunnel stop on track |

| Urban tunnel stop on track |

| Unknown BSicon "utABZg+l" |

| Urban tunnel station on track |

| Unknown BSicon "utABZgl" |

| Urban tunnel stop on track |

| Urban tunnel station on track |

| Urban tunnel stop on track |

| Urban tunnel stop on track |

| Urban tunnel station on track |

| Urban tunnel stop on track |

| Urban tunnel stop on track |

| Urban tunnel straight track |

| Urban tunnel stop on track |

| Urban tunnel stop on track |

| Urban tunnel stop on track |

| Urban tunnel station on track |

| Urban tunnel station on track |

| Unknown BSicon "utABZgl" |

| Urban tunnel station on track |

| Urban tunnel stop on track |

| Urban tunnel station on track |

| Urban tunnel stop on track |

| Urban tunnel stop on track |

| Urban tunnel stop on track |

| Urban tunnel stop on track |

| Urban tunnel station on track |

| Urban tunnel track end end |

| Urban tunnel track end start |

| Urban tunnel station on track |

| Urban tunnel station on track |

| Unknown BSicon "utSTRe" |

| Urban stop on track |

| Urban stop on track |

| Urban stop on track |

| Unknown BSicon "utSTRa" |

| Urban tunnel station on track |

| Urban tunnel stop on track |

| Urban tunnel stop on track |

| Unknown BSicon "utABZg+l" |

| Urban tunnel station on track |

| Unknown BSicon "utABZgl" |

| Urban tunnel stop on track |

| Urban tunnel station on track |

| Urban tunnel stop on track |

| Urban tunnel stop on track |

| Urban tunnel station on track |

| Urban tunnel stop on track |

| Urban tunnel stop on track |

| Urban tunnel straight track |

| Urban tunnel stop on track |

| Urban tunnel stop on track |

| Urban tunnel stop on track |

| Urban tunnel station on track |

| Urban tunnel station on track |

| Unknown BSicon "utABZgl" |

| Urban tunnel station on track |

| Urban tunnel stop on track |

| Urban tunnel station on track |

| Urban tunnel stop on track |

| Urban tunnel stop on track |

| Urban tunnel stop on track |

| Urban tunnel stop on track |

| Urban tunnel station on track |

| Urban tunnel track end end |

Linje U6 i Berlins tunnelbana har 29 stationer och är 19,9 kilometer lång. Den åker i nord-sydlig riktning från stationen Alt-Tegel (Tegel) till Alt-Mariendorf. 

## Historia

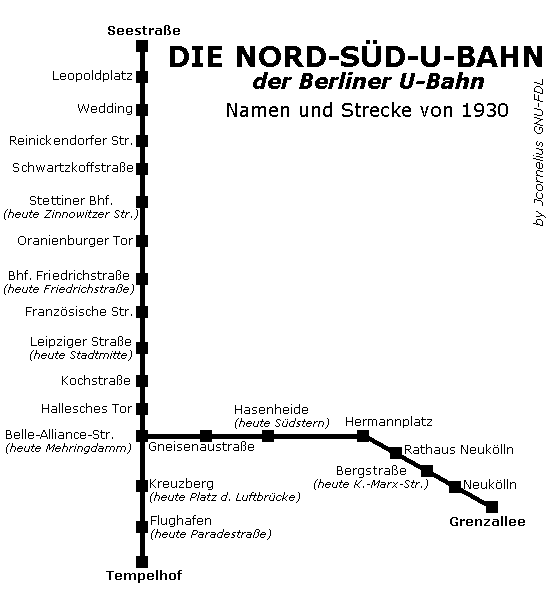
U6:ans ursprungliga sträckning som linje C.

Dagens linje U6 började planeras i början av 1900-talet under namnet Nord-Süd-Bahn. Byggandet av linjen påbörjades i december 1912 och såg ut att vara avslutande 1917-1918 men första världskriget försenade projektet. 1921 återupptogs byggandet och 1923 öppnade linjen. Seestrasse var då slutstation norrut och vid stationen Mehringdamm förgrenades linje, en gick österut mot Neukölln och den andra delen fortsatte söderut mot Tempelhof som slutstation från 1929 efter etappvisa utbyggnader under 1920-talet. U6 hade då beteckningen C med beteckningarna CI och CII för respektive förgrening 1929 påbörjades arbetet med att förlänga linjen norrut från Seestrasse men pengabrist gjorde att projektet ställdes in. Först 1953 återupptogs planerna och linjen sträcktes vidare ut mot Tegel. 

### Utbyggnad mot Tegel och Mariendorf
I Västberlin kom tunnelbanesystemet att byggas ut kraftigt från 1950- och fram till slutet av 1980-talet. Det högst prioriterade projektet i planen var sträckningen ut mot Tegel. Det innebar tunnelbyggande för första gången på 20 år som tunnelbanas första stora projekt efter kriget. Den första sträckan öppnades 1956 och sedan 1958 är Alt-Tegel slutstation norrut. Även söderut byggdes linjen ut under denna period. Fram till 1966 byggdes stationerna Alt-Tempelhof, Kaiserin-Augusta-Strasse, Ullsteinstrasse, Westphalweg och Alt-Mariendorf som sedan 1966 är slutstation söderut. Arkitekt för dessa stationer är Rainer G. Rümmler. 
Då Berlinmuren uppfördes 1961 stängdes stationerna i den östra sektorn (Östberlin) av efter beslut av den östtyska inrikesministern Karl Maron och blev spökstationer. Tågen åkte från väst, passerade förbi de nedstängda stationerna i öst men kunde stanna på Friedrichstrasse, sedan åkte tågen vidare in i väst där stationerna var öppna som vanligt igen. De så kallade spökstationerna återöppnades 1990.

### Linjen delas
Under 1950-talet bestämdes att man skulle undvika att linjer och stationer delade spår och istället ha korsningsstationer. Nuvarande U7 byggdes ut från 1959 utifrån den existerande delen på linje U6:s en del, en första utbyggnad söderut stod klar 1963. 1961-1966 följde den södra förlängningen av linje U6. Detta innebar att stationen Mehringdamm byggdes om 1964-1966 då linje U7 skapades utifrån linje U6:s östra del och sedan drogs västerut i etapper. Tidigare hade linje U6 delat sig i två riktningar på Mehringdamm. Mehringdamm byggdes om 2012-2013 och återställdes delvis till sin ursprungliga utformning med välvda tak och vit puts.
År 2020 öppnades en helt ny station på linje U6 men namnet Unter den Linden. Stationen är en knutpunkt där man kan byta till linje U5. I och med att den nya stationen öppnade, så lades U6:ans station Französische Strasse ner då den låg endast 200 meter från den nya stationen.
Norra delen av linjen, de fem stationerna från Alt-Tegel till Kurt-Schumacher Platz, stängdes 2022 inför en större renovering av linje U6. Alla fem stationerna är avstängda fram till sommaren 2026.

## Stationer

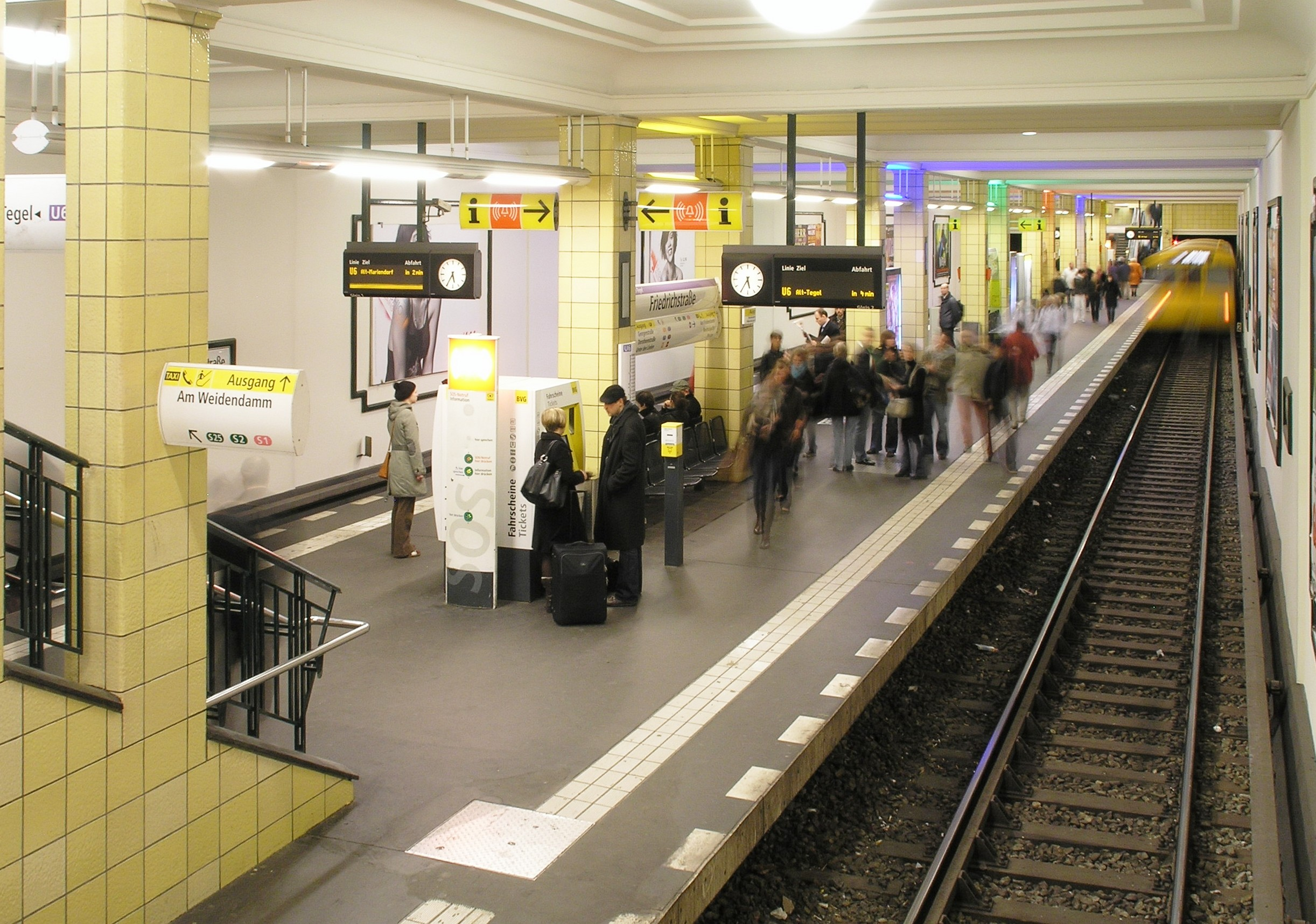
Friedrichstrasse
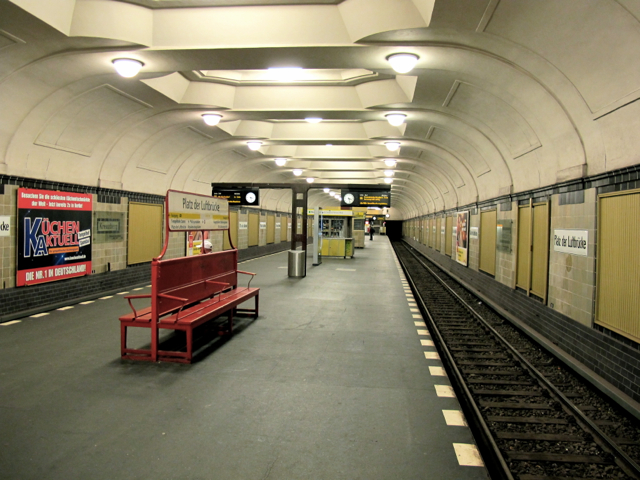
Platz der Luftbrücke
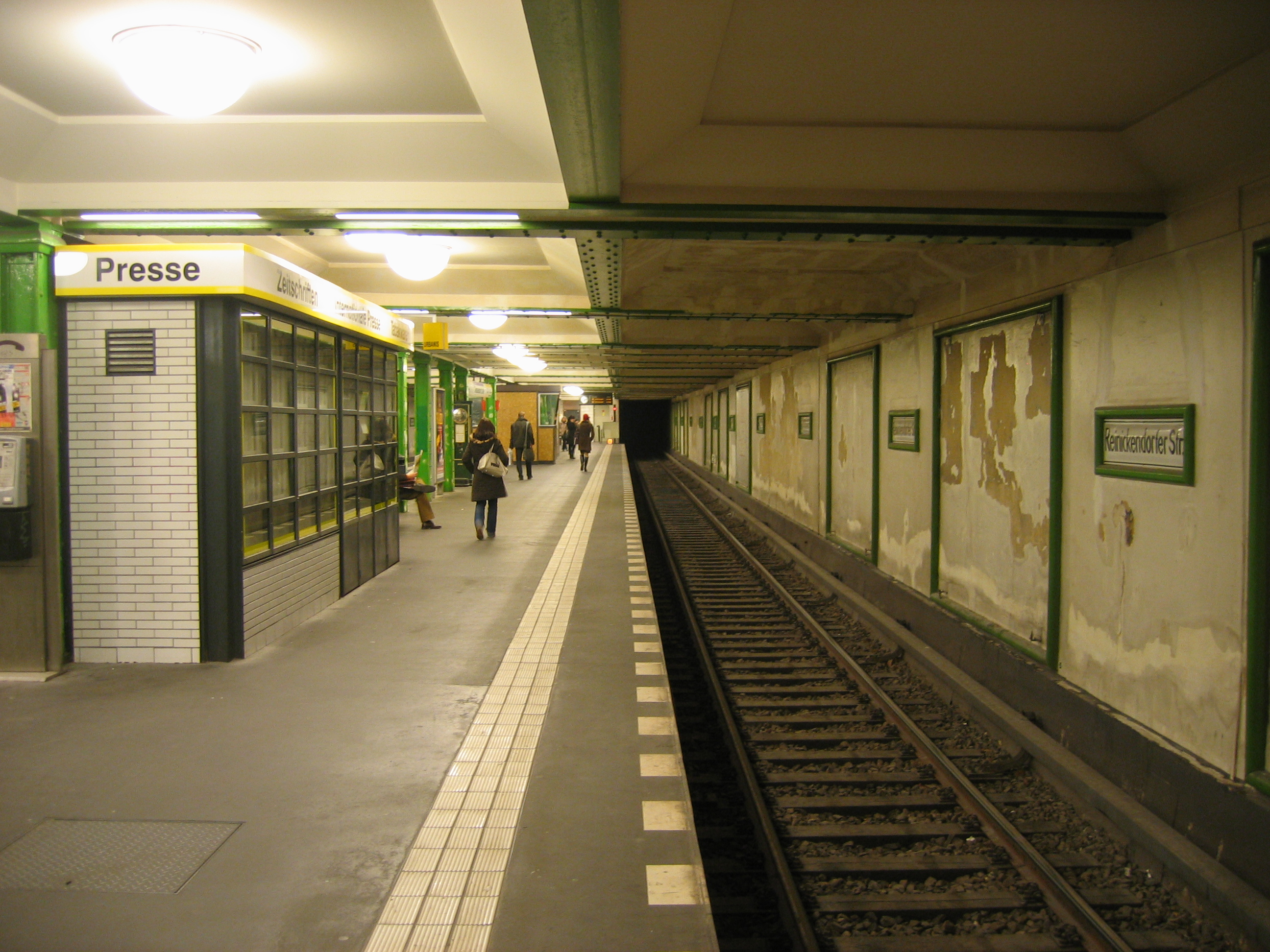
Reinickendorfer Strasse
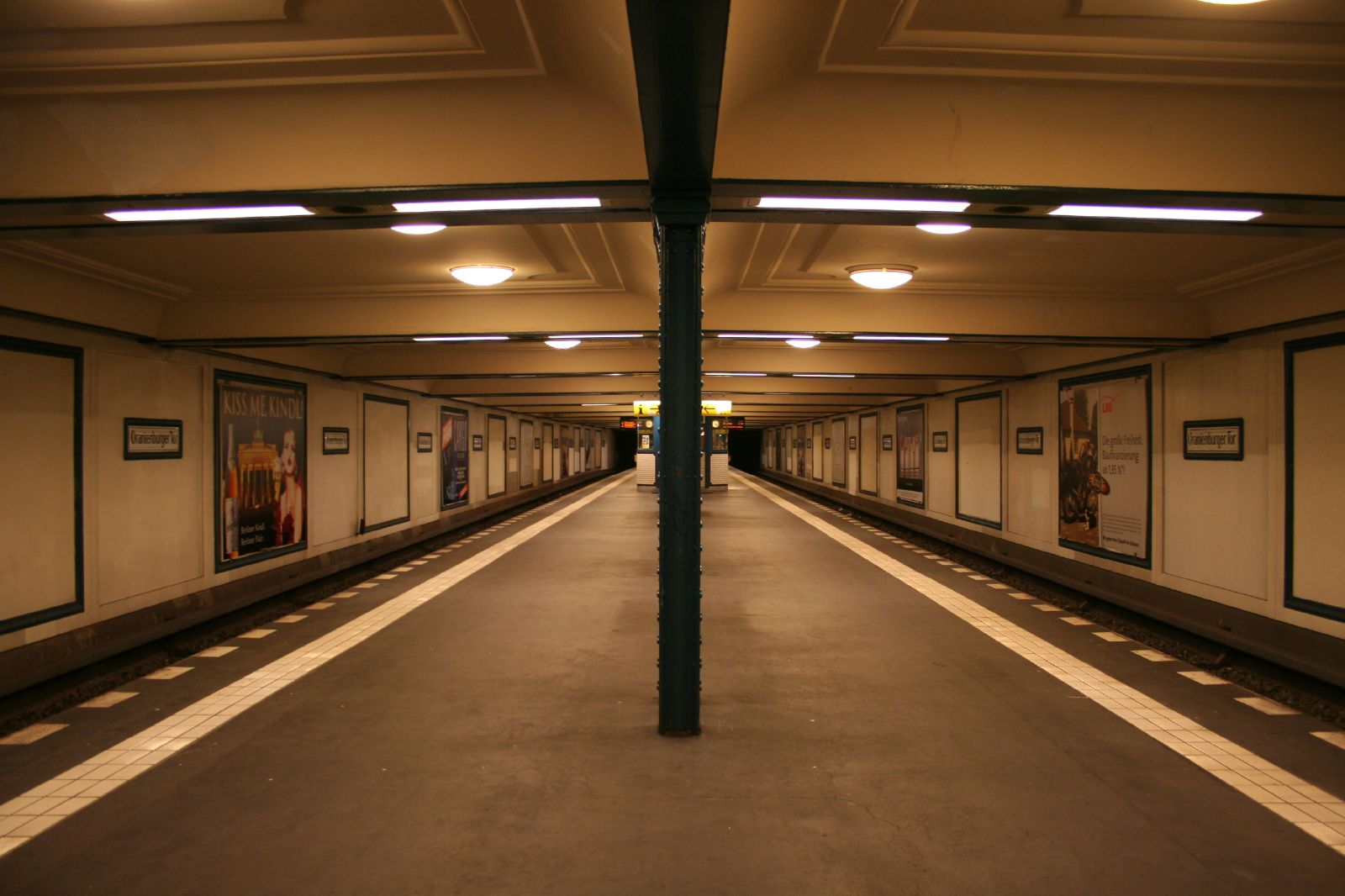
Oranienburger Tor
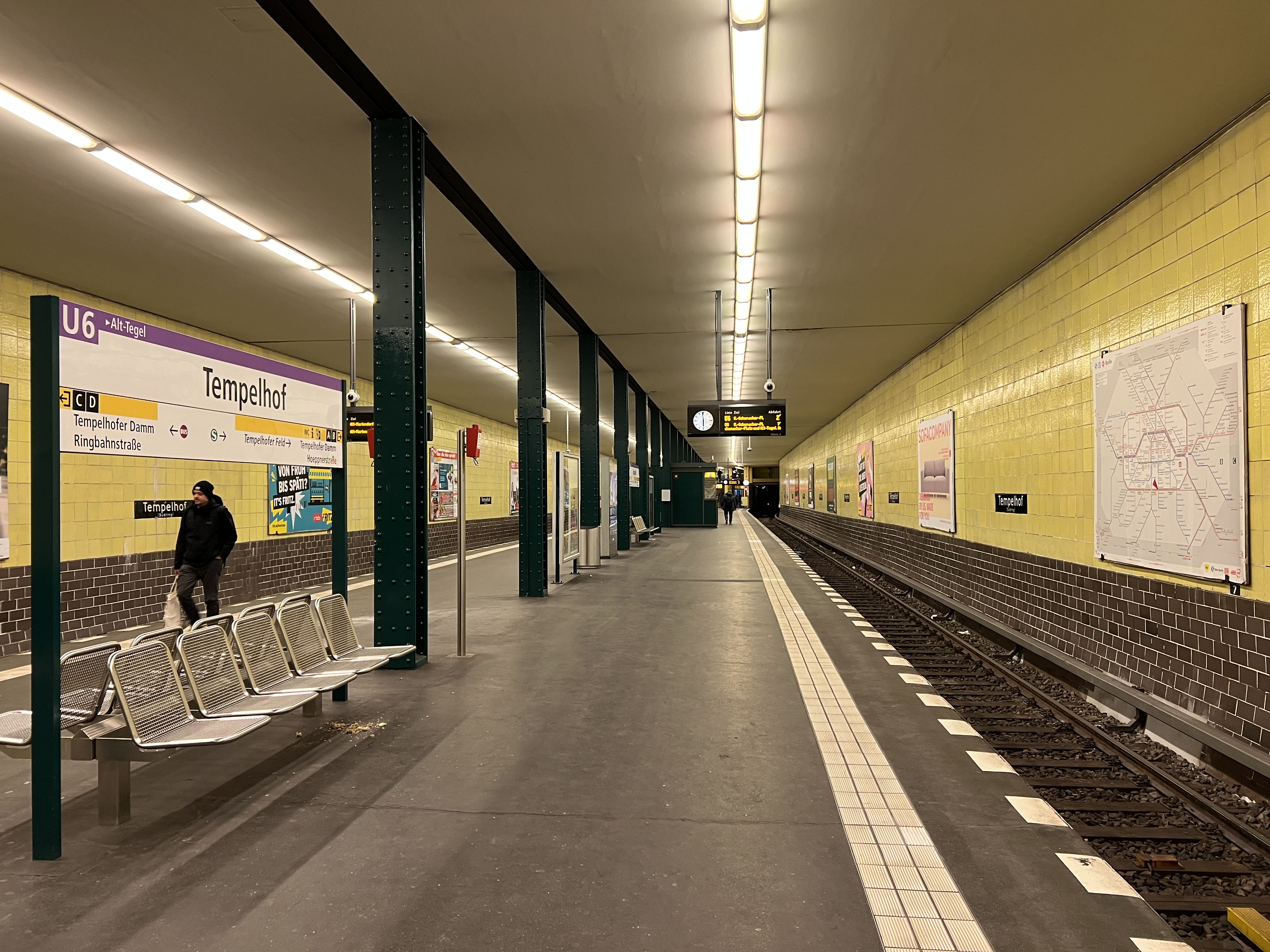
Tempelhof
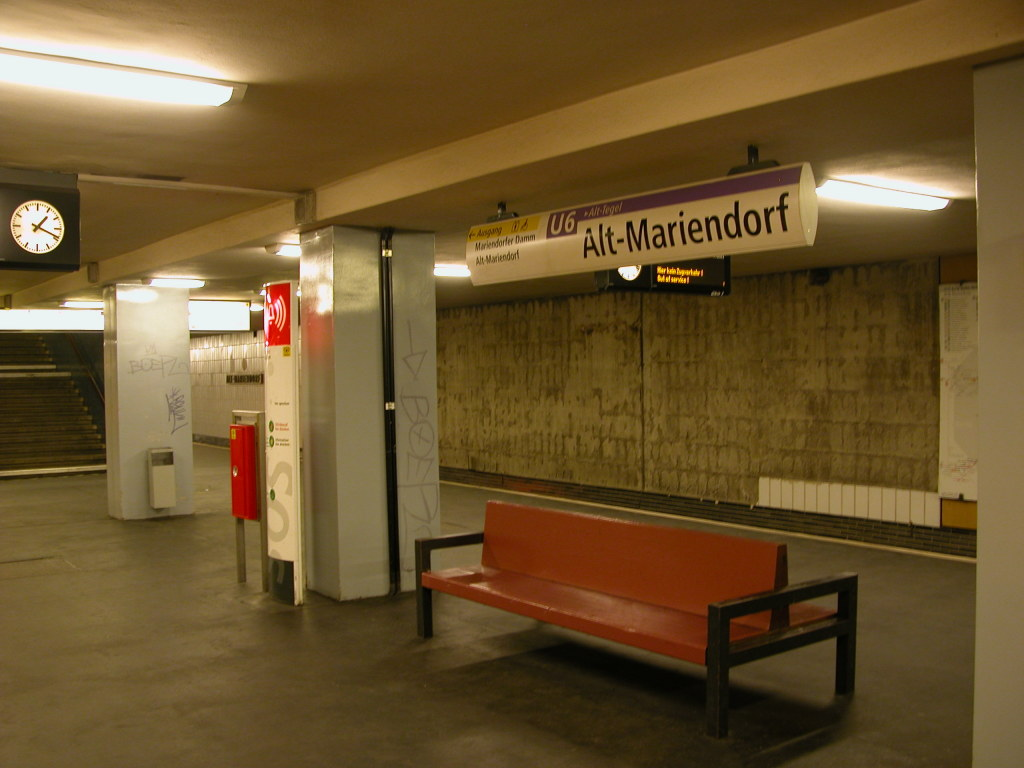
Alt-Mariendorf
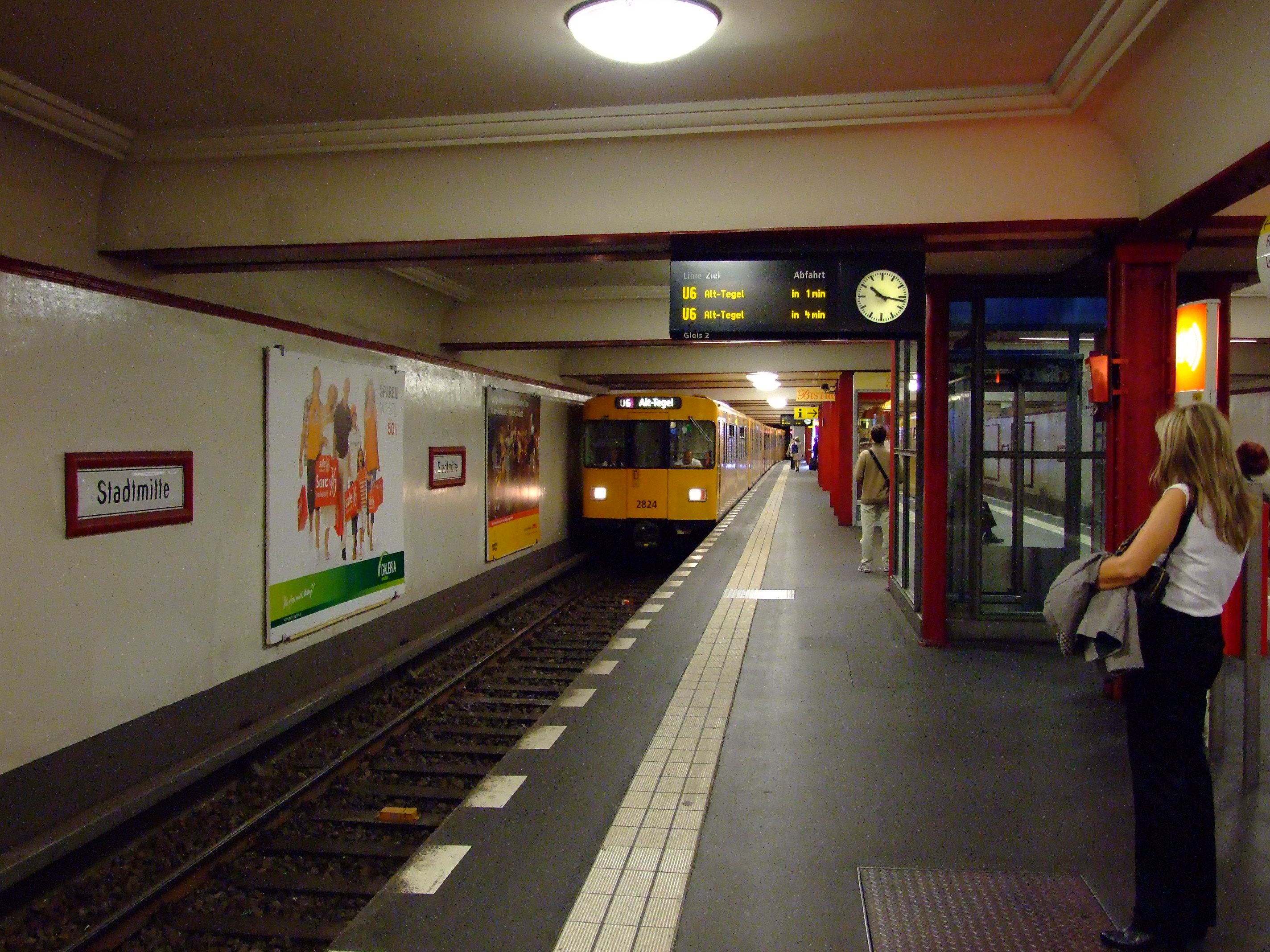
Stadtmitte
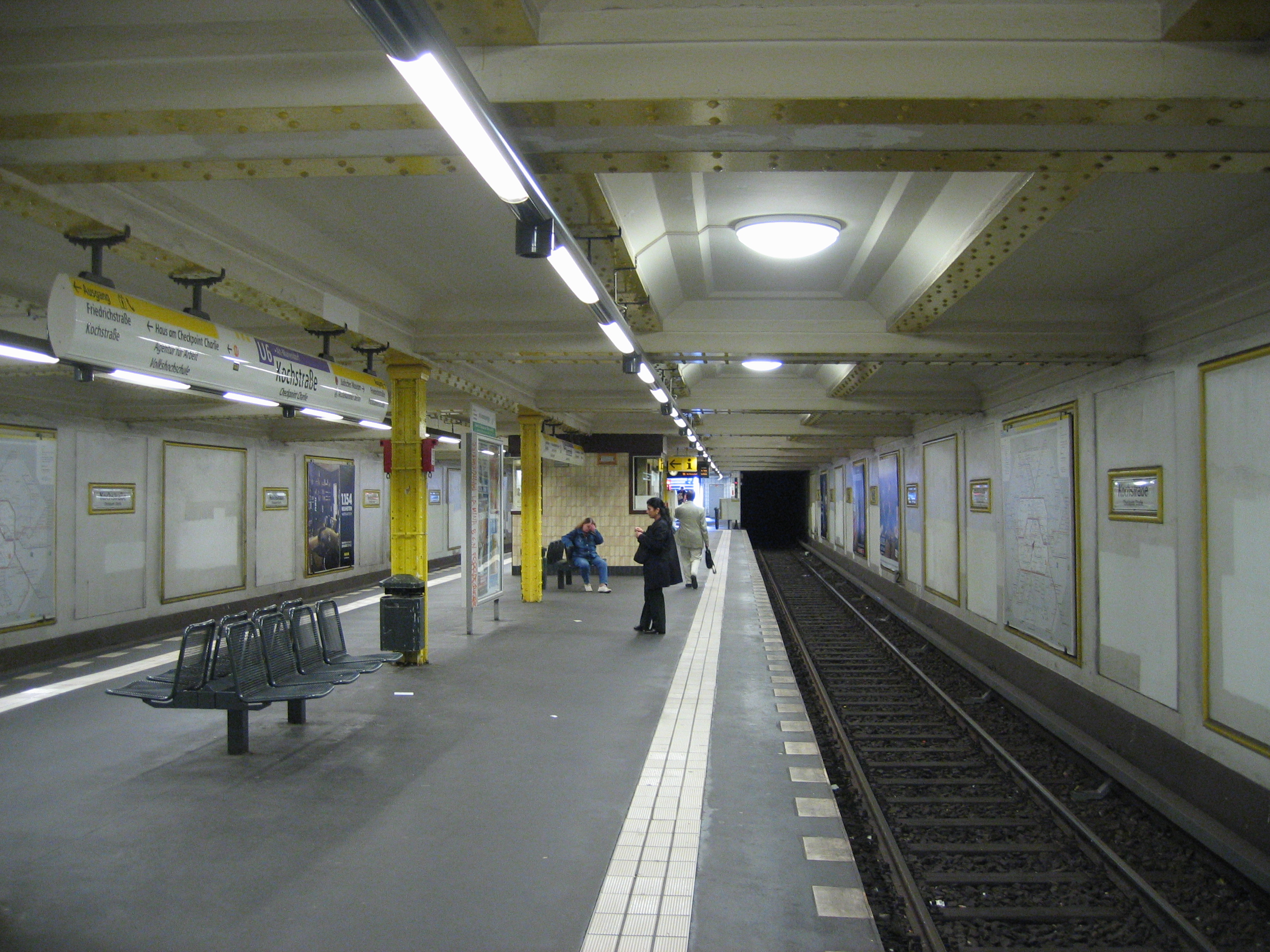
Kochstrasse